# Bitva u Hastenbecku
Bitva u Hastenbecku (26. července 1757) byla bitva probíhající během sedmileté války. Střetly se v ní vojska Francie a spojeneckých sil složených z armád Hannoverského království, Království Velké Británie, Hesensko-Kasselsko a Brunšvicko-Lünebursko. Spojenecká vojska byla poražena nedaleko Hamelnu patřícího do Hannoverského kurfiřtství.
Francouzskou armádu vedl maršál vévoda d'Estrées a Charles de Rohan de Soubise, spojenecká armáda byla pod velením vévody z Cumberlandu syna anglického krále Jiřího II. Francouzské vítězství vedlo k porážce Hannoverského království a rozpadu personální unie Velká Británie-Hannoverské království.